# ウォータールー駅 (ロンドン地下鉄)
ウォータールー駅 （ウォータールーえき、英語: Waterloo station）はネットワーク・レールの各線、地下鉄各線が乗り入れるウォータールー駅の一部をなすロンドン地下鉄の駅である。ウォータールーにはノーザン線、ジュビリー線、ベーカールー線及びウォータールー&シティー線の地下鉄4路線が乗り入れており、ロンドン地下鉄で最も乗降客の多い駅である。2013年には年間8千9百万人が利用した。当駅はロンドン地下鉄のゾーン1に属し、テムズ川南岸、ランベス区に位置する。

## 歴史
1898年8月8日にウォータールーに駅を開設したウォータールー&シティ鉄道が当地に初めて乗り入れた地下鉄路線であるが、ウォータールー&シティ鉄道はすでにウォータールーに鉄道駅を開設していたロンドン・アンド・サウス・ウェスタン鉄道の子会社でもあった。 「the Drain（下水溝）」とも呼ばれたウォータールー&シティ鉄道は、親会社ロンドン・アンド・サウス・ウェスタン鉄道のシティ・オブ・ロンドンへの乗り入れ計画が、本来の計画とは違う形で実現したものである。
1906年3月10日、ベーカーストリート・アンド・ウォータールー鉄道（後のベーカールー線）が開業した。1926年9月13日には、後にノーザン線のチャリング・クロス支線となるハムステッド・アンド・ハイゲート線がエンバンクメントからシティ・アンド・サウス・ロンドン鉄道のケニントンまで延伸した際にウォータールーにも駅を設けた。
ウォータールー&シティ鉄道は当初はロンドン・アンド・サウス・ウェスタン鉄道の子会社であり、後にサザン鉄道の傘下に入っため、長くロンドン地下鉄各線とは別に経営されていた。サザン鉄道が1948年に国有化されると、ウォータールー&シティ鉄道もイギリス国鉄の一路線となった。1993年に給電方式をロンドン地下鉄の他路線と同じ4線軌条式に変更する工事が断続的な路線運休を伴って行われたのち、ウォータールー&シティはロンドン地下鉄に移管されている。移管当日はイースター休暇中だったため、ロンドン地下鉄としての運行開始は同年4月5日であった。
1999年9月24日、ジュビリー線延伸計画によってジュビリー線が延伸され、ウォータールーに駅が設けられた。延伸線はストラトフォード - ウォータールー間が先行して開業したため当駅が西の終点となったが、1999年11月20日にはウォータールー - グリーン・パーク間が開業し、既存のジュビリー線と接続された。ジュビリー線の駅はノーザン線及びベーカールー線の駅と地上駅を挟んで反対側に設置されたため、この間を結ぶ延長140-メートル (460 ft)の動く歩道が設けられた。2014年時点でロンドン地下鉄で動く歩道を備えるのはウォータールー&シティー線のバンク駅と当駅のみである。

## バス路線
当駅にはバスの1、4、26、59、68、76、77、139、168、171、172、176、188、211、243、341、381、507、521、RV1、X68の各系統と、深夜バスN1、N20、N68、N76、N171、N343、N381の各系統が乗り入れている。

## 隣の駅
ロンドン交通局
ロンドン地下鉄
■ベーカールー線
エンバンクメント駅 - ウォータールー駅 - ランベス・ノース駅
■ジュビリー線
ウェストミンスター駅 - ウォータールー駅 - サザーク駅
■ノーザン線
チャリング・クロス支線
エンバンクメント駅 - ウォータールー駅 - ケニントン駅
■ウォータールー&シティー線
ウォータールー駅 - バンク駅

## ギャラリー

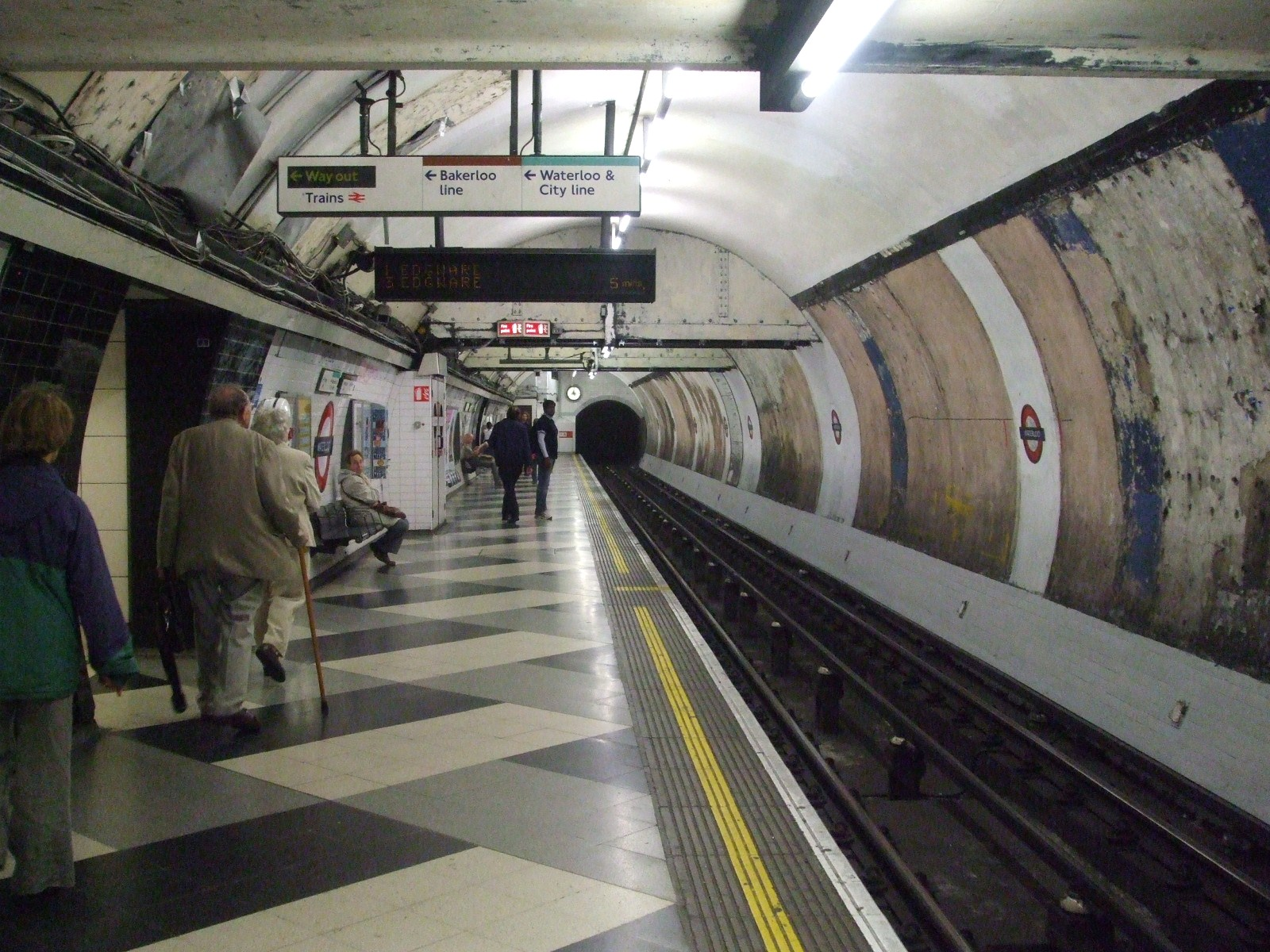
ノーザン線プラットフォーム。南を見る。
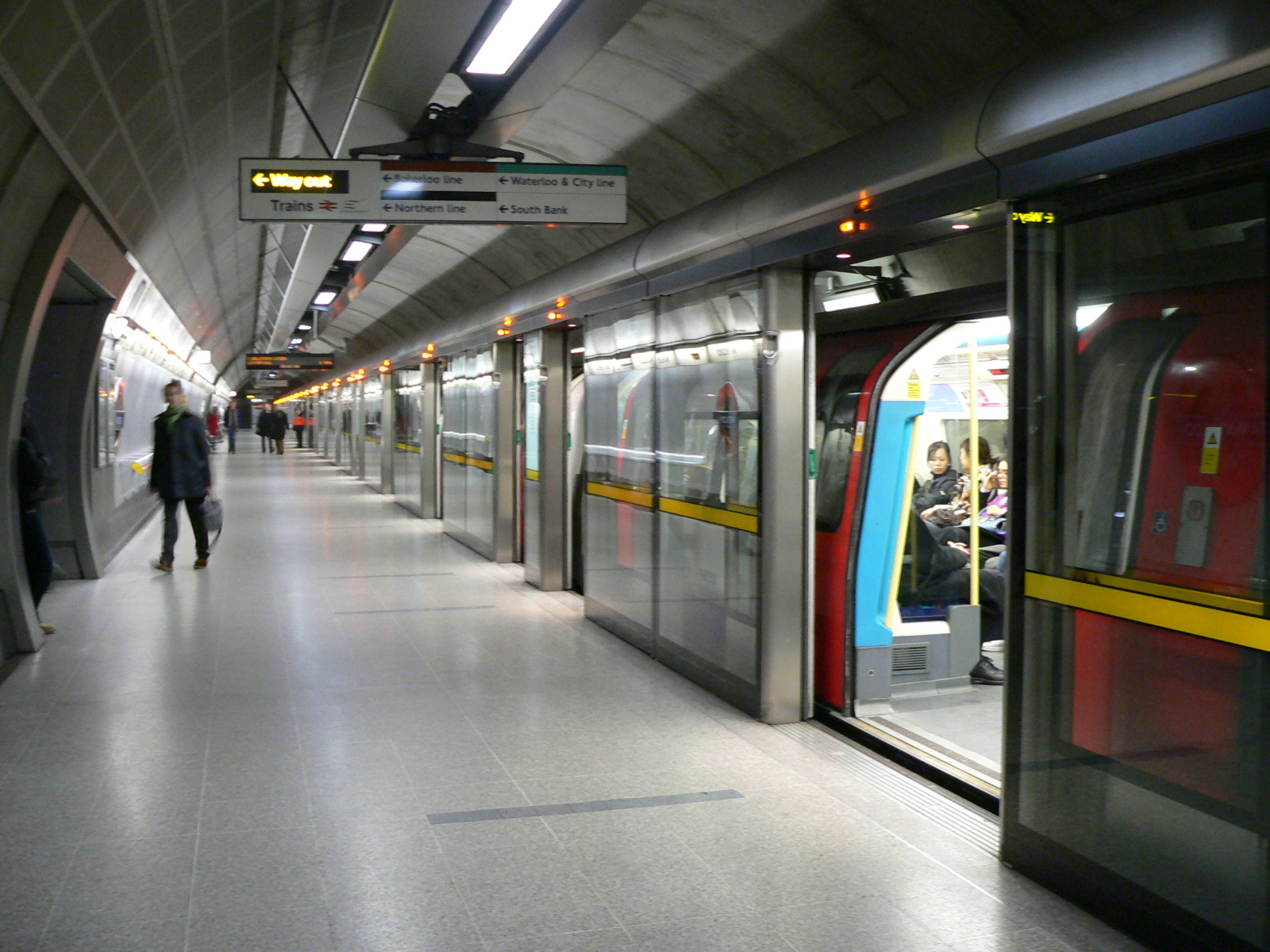
ジュビリー線プラットフォーム。東を見る。
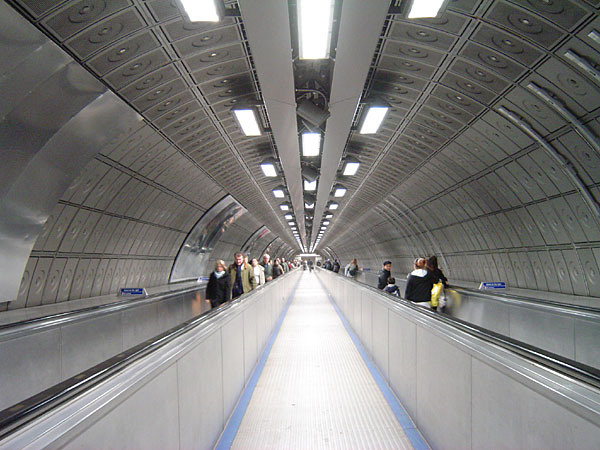
ジュビリー線と他線を結ぶ動く歩道